# 냄 꾸어베

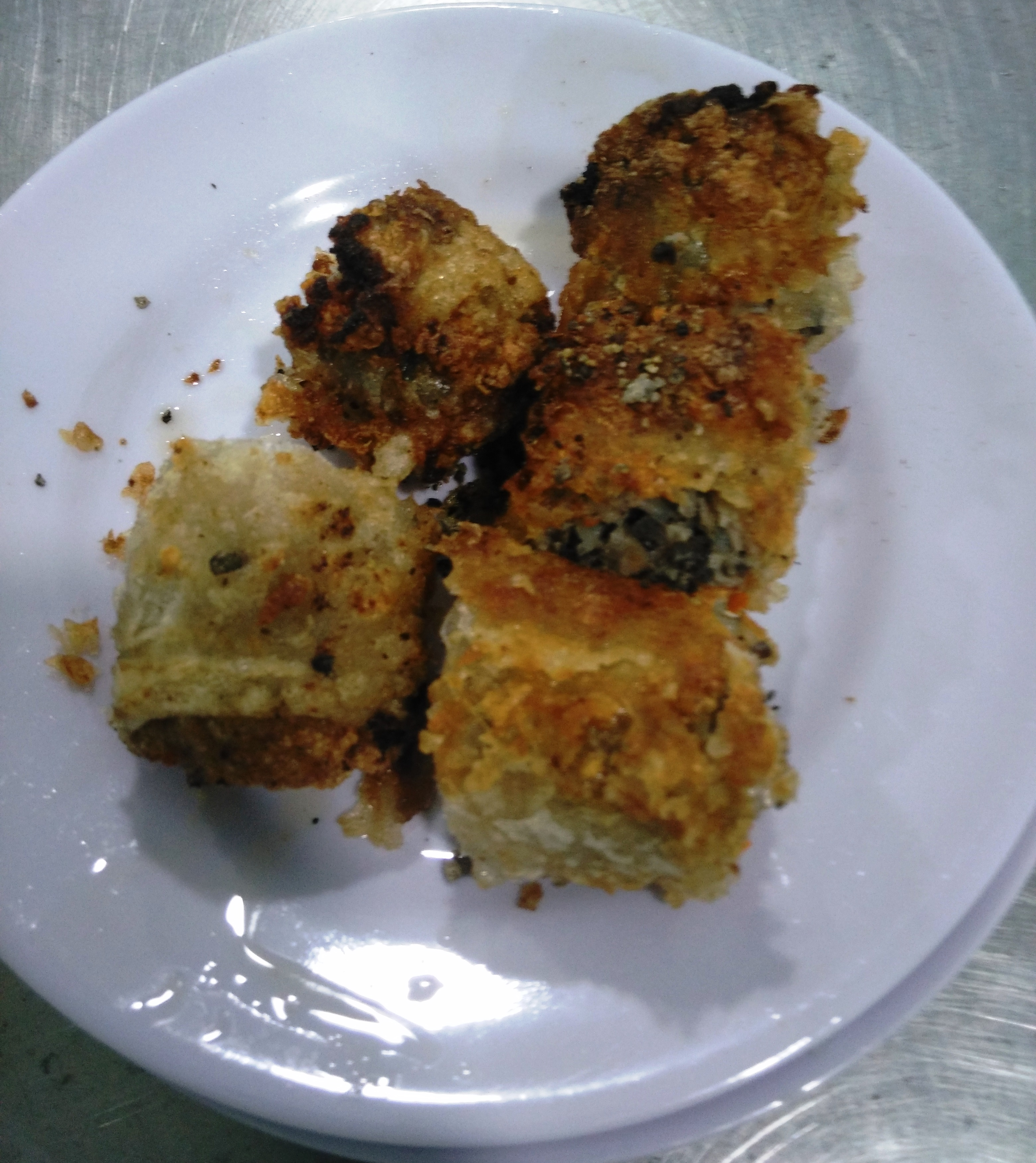
냄 꾸어베

냄 꾸어베(베트남어: nem cua bể)는 베트남의 게 요리이다. "꾸어베(cua bể)"라 불리는 톱날꽃게속 게가 소로 들어가는 냄(짜 조)이며, 바인 다 꾸어와 함께 하이퐁을 대표하는 요리로 손꼽힌다. 네모난 모양이 특징이며, 그래서 하이퐁에서 "네모 냄"이라는 뜻의 냄 부옹(베트남어: nem vuông)으로도 알려져 있다. 바인 다(라이스페이퍼)에 돼지고기, 새우, 게살, 녹두당면, 숙주나물, 파, 표고, 목이, 달걀 노른자, 당근, 콜라비, 느억 맘(어장) 등으로 만든 소를 넣고 말아서 기름에 지지거나 튀겨 익힌 음식이다. 분, 허브, 느억 쩜 등을 곁들인다.

## 같이 보기
- 짜 조
- 바인 다 꾸어